# Nuestra Señora de las Angustias (Granada)
La Virgen de las Angustias es una imagen devocional del siglo XVI, atribuida al escultor Gaspar Becerra. Entre otros títulos honoríficos, ostenta el patronazgo y protección sobre la ciudad de Granada así como de su archidiócesis. El conjunto escultórico, compuesto por la imagen de la Virgen y de Cristo muerto, se venera en la ciudad de Granada en la Basílica de Nuestra Señora de las Angustias, sobre lo que fuera la antigua ermita de las santas Úrsula y Susana, y junto a otros edificios históricos como el que fuera Hospital de Nuestra Señora de las Angustias.

## Breve Historia
El origen devocional de la Virgen de las Angustias en Granada se retrotrae a los primeros años de la época cristiana de la ciudad de Granada, cuando se documentan las primeras obras relacionadas con el tipo iconográfico de la Piedad: la Virgen al pie de la Cruz sosteniendo el cuerpo inerte de Cristo. Así, dan testimonio la tabla conservada en el Museo de Bellas Artes de Granada, la pintura sobre tabla de la iglesia de san Juan de los Reyes, el grupo escultórico del retablo mayor de la Capilla Real o las pinturas del retablo gótico de la antigua Capilla de los Salazar, en la parroquia de san José de Granada. 
Desde estos momentos se configura también la devoción a la imagen de la Virgen de las Angustias, por medio de una imagen de la Virgen arrodillada y con los brazos cruzados sobre el pecho, tal y como aparece en el primigenio Libro de Constituciones de la cofradía. No obstante, fue en torno a 1550-1560 cuando la imagen debió ser sustituida por una nueva, atribuida al escultor Gaspar Becerra por la profesora Encarnación Isla (1989: 33 y ss.). Originariamente la talla debió ser de una dolorosa de talla completa que fue transformándose sucesivamente hasta adoptar la estética que actualmente se observa. Así, con anterioridad a 1614 se incorpora sobre una mesa la talla de Cristo muerto, el cual se ha sido sustituido en diferentes épocas (siglos XVI, XVII y XVIII); más tarde tuvo lugar el cambio del cuerpo de la Virgen, sustituyéndose por un cuerpo troncocónico (candelero), así como las manos, que fueron sustituidas por Pedro Duque Cornejo entre 1714 y 1718, momento en el que se encontraba realizando el apostolado para la basílica de la Virgen de las Angustias.
El respaldo episcopal a la devoción hacia la Virgen de las Angustias fue notorio desde Pedro de Castro y Quiñones y, especialmente, en el siglo XVIII con los prelados Martín de Ascargorta y Francisco de Perea y Porras quienes, con diversas iniciativas, fomentaron su culto no solo en Granada sino en todo el territorio archidiocesano. Este hecho determinó que el culto a la Virgen de las Angustias diera fruto dentro de las artes pláticas, desarrollándose importantes obras con este tipo iconográfico en la Andalucía oriental. 
El 18 de febrero de 1885, el Excmo. Ayuntamiento de Granada, siendo Alcalde Presidente D. Joaquín Gavilanes, solicita al Papa que se declare Patrona de la Ciudad de Granada a la Virgen de las Angustias. El 5 de mayo de 1887, el Papa León XIII concede la gracia de nombrar Patrona de Granada a la Virgen de las Angustias.
El Papa Pío X concede la Coronación el 5 de mayo de 1913.Teniendo lugar el día 20 de septiembre de 1913 la coronación canónica de la Virgen de las Angustias, patrona de Granada, por el arzobispo José Meseguer y Costa
El santo Papa Juan Pablo II el día 5 de noviembre de 1982 coincidiendo con su primera visita a España, realizó una parada en la Basílica de Nuestra Señora de las Angustia (Granada). La breve pero emotiva visita duró el tiempo justo para arrodillarse ante el altar mayor y orar ante la Advocación de la Virgen de las Angustias. 